# 科斯莫石油公司

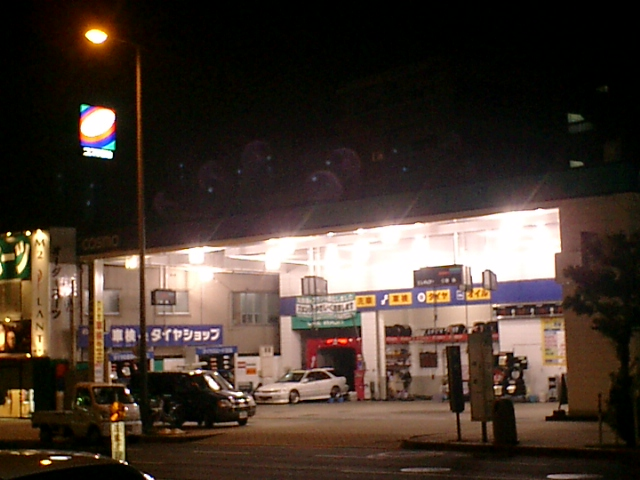
大阪的一个科斯莫服务站

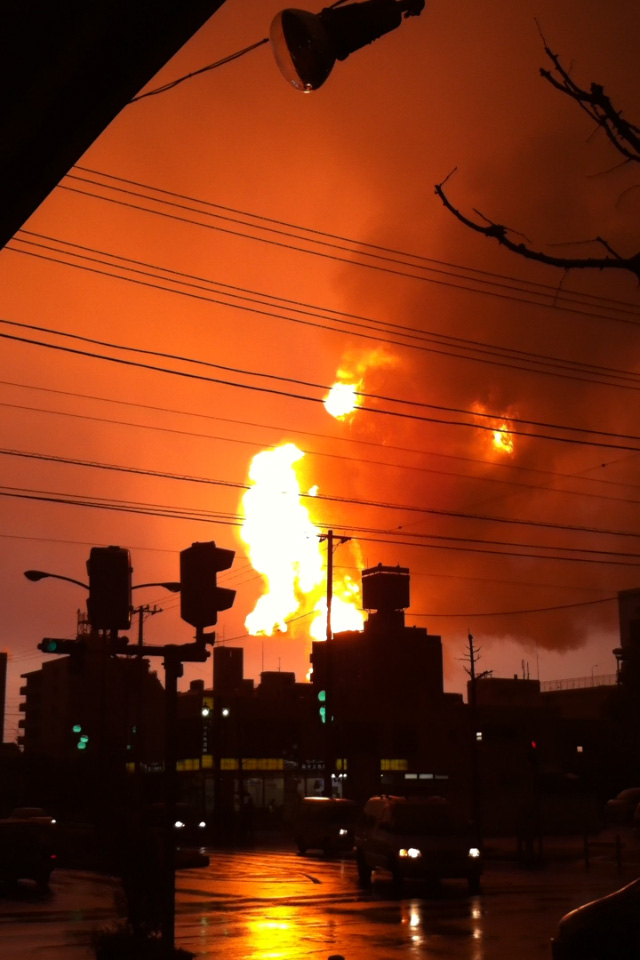
2011地震后的火灾

科斯莫石油公司（Kosumo Sekiyu Kabushiki-gaisha）是日本的一家石油公司。

## 历史
科斯莫石油公司建立于1986年4月1日。
2011年日本东北地方太平洋近海地震发生后，市原的一个提炼厂发生火灾。

## 提炼厂
公司设四个提炼厂，均在日本：
- 市原市: 240,000桶/日
- 四日市市: 155,000桶/日
- 坂出市: 120,000桶/日
- 堺市 : 80,000桶/日